# Epidendrum alvarezdeltoroi
Epidendrum alvarezdeltoroi är en orkidéart som beskrevs av Eric Hágsater. Epidendrum alvarezdeltoroi ingår i släktet Epidendrum och familjen orkidéer. Inga underarter finns listade i Catalogue of Life.